# Хайнрих Вилхелм фон Щархемберг
Хайнрих Вилхелм фон Щархемберг (на немски: Heinrich Wilhelm Graf von Starhemberg; * 28 февруари 1593, дворец Ридег, Горна Австрия; † 2 април 1675, Виена) е граф на Щархемберг в Австрия.

## Живот
Той е най-големият син на Райхард фон Щархемберг (1570 – 1613) и съпругата му Юлиана фон Рогендорф, дъщеря на фрайхер Йохан Вилхелм фон Рогендорф (1531 – 1590) и графиня Анна фон Вид († 1590). Брат е на граф Гундакар XV фон Щархемберг (1594 – 1652), Еразмус IV фон Щархемберг (1595 – 1664) и Каспар фон Щархемберг (1598 – 1646). Внук е на Хайнрих фон Щархемберг (1540 – 1571) и Магдалена фон Ламберг (1546 – 1581). Правнук е на Еразмус I фон Щархемберг (1503 – 1560) и графиня Анна фон Шаунберг (1513 – 1551).
Хайнрих Вилхелм и брат му Гундакар XV са издигнати на имперски графове през 1643 г.
През 1647 г. Хайнрих Вилхелм става рицар на Хабсбургския Орден на Златното руно. Той умира на 82 години на 2 април 1675 г.
Щархембергите са от 1765 г. имперски князе.

## Фамилия
Първи брак: на 13 март 1631 г. с графиня Сузана фон Мегау (* 1615; † 19 февруари 1662), дъщеря на граф Леонхард Хелфрид фон Мегау (1577 – 1644) и фрайин Анна Сузанна Куен фон Белази († 1628). Те имат децата:
- Кристоф фон Щархемберг (*/† 1632)
- Хелена Доротея фон Щархемберг (* 1634, Вилдберг при Линц; † 19 декември 1688, Виена), омъжена на 7 декември 1658 г. за фелдмаршал граф Ернст Рюдигер фон Щархемберг (* 12 януари 1638, Грац † 4 януари 1701, Фьозендорф при Виена), прочутият защитник 1683 г. на Виена от турците, син на граф Конрад Балтазар фон Щархемберг (1612 – 1687) и графиня Анна Елизабет фон Цинцендорф-Потендорф († 1659)
- Мария Анна фон Щархемберг (* 5 януари 1640; † 1690), наследничка на Швертберг и Виндек, омъжена I. на 19 декември 1659 г. за граф Лобгот фон Кюфщайн (* 18 декември 1632; † 1680, Линц), син на граф Йохан Лудвиг фон Кюфщайн (1587 – 1657) и Сузана Елеонора фон Щубенберг (1602 – 1658); II. 1683 г. за граф Йохан Фердинанд фон Залбург (* ок. 1647; † 27 декември 1723, Линц), син на фрайхер Зигмунд Фридрих фон Залбург († 1665) и Мария Елизабет фон Шерфенберг (1622 – 1690).

Втори брак: с Елеонора Франциска фон Ламберг. Бракът е бездетен. Тя се омъжва втори път през 1676 г. за граф Франц Антон фон Ламберг.